# Raúl Ruiz Pino
Raúl Ruiz Pino o Raoul Ruiz (Puerto Montt, 25 de juliol de 1941-12è districte de París, 19 d'agost de 2011) va ser un cineasta xilè i un teòric del cinema radicat en França, país en el qual es va exiliar després que ocorregués a Xile el cop d'estat de l'11 de setembre de 1973.
Va formar part d'una generació de directors xilens que van canviar el cinema nacional, aportant una renovació del llenguatge cinematogràfic, d'acord amb el que ocorria en la resta dels països d'Amèrica Llatina i ja havia esdevingut en alguns països europeus. Si bé com a persona Ruiz va expressar les seves idees polítiques, es va distanciar com a realitzador de l'obra d'autors políticament compromesos, com Miguel Littín, Helvio Soto i Patricio Guzmán. Gradualment se li va catalogar com un autor diferent, que creava pel·lícules cada vegada més creatives, surrealistes, iròniques, oníriques i experimentals. És considerat com el cineasta xilè més important de la història. Al cinema mundial brilla per la seva originalitat i productivitat, ja que la seva filmografia és immensa i abasta diversos gèneres i durades.

## Biografia
En els seus primers anys, la seva família va migrar des de Puerto Montt a Santiago. Una vegada en la capital, als quinze anys, es va vincular a grups de teatre experimental. Entre 1956 i 1962 hauria escrit ja un centenar d'obres dramàtiques d'avantguarda. Mentrestant, va començar estudis universitaris de dret i teologia.
El primer acostament al cinema va ser com a director del curtmetratge La maleta, de 1963, que va poder ser finalitzat recentment en 2008 gràcies al suport de la Cineteca de la Universitat de Xile i el Festival Internacional de Cinema de Valdivia, on va ser estrenat en exclusiva. Va seguir un parell de produccions que també van ser abandonades, entre les quals compta el que seria el seu primer llargmetratge, El tango del viudo. Després va dirigir i va muntar el programa esportiu Goles y Marcas, conduït per Sergio Brotfeld, pel Canal 9 en alguna data entre 1963 i 1968 (quan aquesta estació televisiva encara funcionava en els estudis de Chilefilms) i era part de la Universitat de Xile.
El 1968 acaba la seva primera pel·lícula, Tres tristes tigres, un llargmetratge basat en l'obra de teatre homònima de Alejandro Sieveking; narra el deambular nocturn de tres personatges sense major futur, en el qual ja és possible trobar molts elements del seu estil posterior. El treball no va tenir major repercussió comercial en la seva època, però si seria molt ben avaluat per la crítica nacional i internacional, i dècades després seria rescatada per l'acadèmia, com un dels seus millors treballs a Xile.
Després de realitzar un curs de cinema a l'Argentina —única educació cinematogràfica formal que va rebre—, va venir una sèrie de treballs amb temàtiques polítiques:: Militarismo y tortura (1969), La colonia penal (1970), basat en l’escrit En la colonia penitenciaria (1919) de Franz Kafka, i l’accidentada ¿Qué hacer?, del mateix any, considerada «com la primera pel·lícula obertament “política”» de la seva obra del cineasta i el títol remet al famós assaig Què fer?  de Vladímir Lenin. Dirigida juntament amb Saul Landau i Nina Serrano, i amb música de Los Jaivas, Ruiz va renegar sempre la seva inclusió en els crèdits, qüestionant la seva pròpia autoria del film.
Entre 1969 i 1972 va ser professor de cinema de l'Institut d'Art de la Universitat Catòlica de Valparaíso i de l'Escola d'Arts de la Comunicació de la Pontifícia Universitat Catòlica, a Santiago. En aquesta època Ruiz també va fer un parell de curtmetratges al alimón amb la seva esposa Valeria Sarmiento, que muntarà gran part de les seves pel·lícules fins al final. Durant els primers mesos de 1973 va rodar Crispeta Blanca, adaptació lliure de la popular novel·la de l'escriptor xilè Enrique Lafourcade, que narra la història i el romanç d'una noia de classe baixa amb un noi adinerat, però hippie. La música d'aquest film és de Los Jaivas. El film no va poder ser estrenat, va ser tret amb dificultats del país i estrenat recentment en 1992, a Xile.
L'11 de setembre de 1973, dia del cop militar encapçalat pel general Augusto Pinochet, anava a iniciar el rodatge d'una nova pel·lícula, titulada Interferencias amb Bélgica Castro, Alejandro Sieveking, María Elena Duvauchelle i Julio Jung. El film es basava en un fet real: la mort per asfíxia d'un obrer a Concepción, que treballava com nochero d'una antena governamental que interferia el senyal de l'opositor Canal 13, el qual no comptava amb autorització oficial per a transmetre en aquesta part del país. L'argument, basat en recerques policials, presentava com a autor intel·lectual de l'homicidi al sacerdot Raúl Hasbún, director del canal televisiu i anticomunista acèrrim. La pel·lícula, a causa del cop, no va poder ser iniciada.
Així que va poder, Ruiz va fugir a l'Argentina, i a principis de 1974 es va exiliar a França. Aquest mateix any va rodar ja Diálogos de exiliados, que va cridar l'atenció de la crítica, però que va provocar molèstia per abordar amb ironia el tema de l'exili xilè. I de seguida va destacar amb films com La vocación suspendida (1977) i un imaginatiu La hipótesis del cuadro robado (1978), ambdós basats en texts de Pierre Klossowski. a aconseguir notorietat internacional a principis dels anys 1980 amb pel·lícules com El territorio (1981), Las tres coronas del marinero (1983), amb guió seu, i L'île au trésor (1985), basada en la novel·la homònima de Robert Louis Stevenson.
Posteriorment, va realitzar altres films originals com La soledades (1992), Tres vides i una sola mort (1995), amb Marcello Mastroianni, Genealogías de un crimen (1996), amb Catherine Deneuve i Michel Piccoli (el novelista Patrick Modiano aparece en una escena). Más tarde hizo, con la misma actriz y con John Malkovich, Le temps retrouvé (1999), basat en la homònima última part de A la recerca del temps perdut, de Marcel Proust; Combat d'amour en songe (2000); Ce jour-là (2003), amb Piccoli; Journées à la campagn (2004); les minisèries La recta provincia: Mitos y leyendas del campo chileno (2007) y la miniserie Litoral (2008).
El seu penúltim llargmetratge, Misterios de Lisboa (que es va estrenar el 2010), fou àmpliament elogiad; és una pel·lícula de quatre hores i mitja basada en el llarg relat novel·lesc, homònim, de l'escriptor portuguès Camilo Castelo Branco; en 2011 va aparèixer una versió més llarga, en sis parts, per a la televisió. Va ser rodat a Portugal i produït, una vegada més, per Paulo Branco. Tracta de transmetre la cultura popular mantenint un to inactual, com succeeix amb Manoel de Oliveira; de fet, en aquesta mateixa línia, Ruiz va pensar a rodar un altre Castelo Branco, el O Livro negro de padre Dinis, que enllaçava amb la novel·la anterior.
A fins de 2009, en ple rodatge de Misterios de Lisboa, li va ser diagnosticat un càncer hepàtic, i al març de 2010 va ser trasplantat de fetge. Va morir el 19 d'agost de 2011 en París, França, però abans va poder fer La noche de enfrente.
La seva dona i col·laboradora, Valeria Sarmiento, nascuda en 1948, ha continuat rodant, fent ús de guions i projectes del seu marit.

## Filmografia

### Xile, primera època
- 1963: La maleta, curtmetratge
- 1964: El regreso, curtmetratge
- 1967: El tango del viudo
- 1968: Tres tristes tigres, adaptació de l'obra de teatre homònima d'Alejandro Sieveking
- 1969: Militarismo y tortura, curtmetratge
- 1970: ¿Qué hacer?
- 1970: La colonia penal, basada en l'obra de Franz Kafka
- 1971: Nadie dijo nada
- 1971: Ahora te vamos a llamar hermano, curtmetratge
- 1972: Los minuteros, curtmetratge
- 1972: Poesía popular: la teoría y la práctica, curtmetratge
- 1972: La expropiación
- 1973: El realismo socialista
- 1973: Palomita blanca, basada en la novel·la homònima d'Enrique Lafourcade.

### França, a l’exili
- 1974: Diálogos de exiliados
- 1975: Utopía, improvisació d’una hora sobre el cos a l’inrevés
- 1976: Sotelo, curtmetratge sobre el pintor Sotelo.
- 1977: Colloque de chiens, curtmetratge de ficció
- 1977: La vocation suspendue
- 1977: Utopía, o El cuerpo disperso y el mundo al revés
- 1978: L'Hypothèse du tableau volé
- 1978: Les divisions de la nature, curtmetratge documental
- 1978: De grands événements et des gens ordinaires, llargmetratge documental
- 1979: Jeux, vídeo pel Centre G. Pompidou, llargmetratge documental
- 1979: Petit manuel d'histoire de France, llargmetratge d’encàrrec
- 1981: Le territoire (The Territory, El territorio)
- 1982: Het dak van de Walvis (El techo de la ballena)
- 1983: Les Trois couronnes du matelot (Las tres coronas del marinero)
- 1983: La Ville des pirates
- 1984: Point de fuite
- 1984: Manoel dans l'île des merveilles
- 1984: Lourdes, curtmetratge documental d'encàrrec
- 1984: La presence réelle, encargo del INA
- 1985: L'Île au trésor
- 1985: L'Éveillé du pont de l'Alma
- 1986: Dans un miroir
- 1986: Mammame, llargmetratge de dansa
- 1987: Le professeur Taranne, llargmetratge de ficció
- 1987: La chouette aveugle
- 1988: Tous les nuages sont des horloges, curtmetratge de ficció
- 1990: The Golden Boat
- 1990: La telenovela errante, pel·lícula inacabada i completada per Valeria Sarmiento el 2017
- 1991: Amelia Lopes O'Neill
- 1992: La soledades, curtmetratge
- 1992: L'Œil qui ment
- 1993: Fado majeur et mineur
- 1994: Capítulo 66, codirigit amb Luis Ospina
- 1995: À propos de Nice, la suite, curtmetratge (Promenade)
- 1995: Trois vies et une seule mort
- 1996: Généalogies d'un crime
- 1998: Jessie (Shattered Image)
- 1999: Le temps retrouvé
- 2000: Combat d'amour en songe
- 2000: Comédie de l'innocence
- 2001: Les Âmes fortes, adaptació de la novel·la homònima (1949) de Jean Giono
- 2002: Cofralandes, rapsodia chilena
- 2003: Ce jour-là
- 2003: Une place parmi les vivants
- 2004: Journée à la campagne
- 2005: Le Domaine perdu
- 2006: Klimt
- 2007: Chacun son cinéma ou Ce petit coup au coeur quand la lumière s'éteint et que le film commence, sèrie de curtmetratges
- 2007: La recta provincia, minisèrie de quatre capítols sobre el camp de Xile
- 2008: Litoral, minisèrie xilena
- 2008: Nucingen House
- 2009: A Closed Book
- 2010: Misterios de Lisboa
- 2012: La noche de enfrente

### Llibres de Ruiz
- Livre des disparitions, livre des tractations, en francès; París, Editorial Dis Voir, 1990
- Le Convive de pierre, en francès; Actes Sud, 1992
- El transpatagónico, junto con Benoît Peeters; Grijalbo, 1995 (trad. Cristóbal Santa Cruz). ISBN 956-262-097-2
- Entretiens, en francès; Editions Hoebeke, 1999. ISBN 2842300823
- Poética del cine, Editorial Sudamericana, 2000 (trad. Waldo Rojas). ISBN 956-262-097-2
- Poetics of Cinema, 2, en anglès; Dis Voir, 2007 (trad. Carlos Morreo)
- A la poursuite de l'île au trésor, en francès; Dis Voir, 2008. ISBN 978-2-914563-39-0
- L'esprit de l'escalier, en francès; Fayard, París, 2012. ISBN 9782213644363
- Ruiz: Entrevistas escogidas - filmografía comentada, Santiago de Chile, Ediciones UDP, 2013, editado por Bruno Cuneo. ISBN 978-956-314-204-4,
- Poéticas del cine, Santiago de Chile, Ediciones UDP, 2013, traduït per Alan Pauls. ISBN 978-956-314-218-1
- Diario. Notas, recuerdos y secuencias de cosas vistas, Santiago de Chile, Ediciones UDP, 2017, editat per Bruno Cuneo.
- Duelos y quebrantos, Mundana Ediciones, 2019, editado por Bruno Cuneo. ISBN 978-956-09071-3-4

### Llibres sobre Ruiz
- Raúl Ruiz, Alcalá de Henares, Filmoteca española, 1983. ISBN 84-398-0259-5.
- Spécial: Raoul Ruiz, en francès; Cahiers du cinéma 345, marzo de 1983
- Christine Buci-Glucksmann y Fabrice Revault d'Allonnes. Raoul Ruiz, en francès; Dis Voir, 1987. ISBN 0-97518-690-6
- Dominique Bax, Benoît Peeters, Raoul Ruiz y Cyril Béghin. Théâtres au cinéma N° 14: Raoul Ruiz, en francès; Editions du Collectionneur, 2003. ISBN 2-912561-08-6
- Christine Buci-Glucksmann y otros. Conversaciones con Raúl Ruiz, Santiago de Chile, Ediciones UDP, 2003. ISBN 956-7397-48-1
- Helen Bandis, Adrian Martin y Grant McDonald (eds.). Raúl Ruiz: Images of Passage, en inglés; Rouge Press, 2004. ISBN 0-97518-690-6
- Adrian Martin y Raúl Ruiz. Raúl Ruiz: Sublimes obsesiones, Buenos Aires, Editorial Altamira, 2004. ISBN 9879423070
- Richard Bégin. Baroque cinématographique: Essai sur le cinéma de Raoul Ruiz, en francès; Les Presses Universitaires de Vincennes, 2009. ISBN 978-2-84292-235-1
- Valeria de los Ríos y Iván Pinto (eds.). El cine de Raúl Ruiz. Fantasmas, simulacros y artificios, con participación de Jonathan Rosenbaum, Adrian Martin, Christine Buci-Glucksmann y otros, Santiago de Chile, Uqbar Editores, 2010. ISBN 978-956-8601-78-2
- Cristián Sánchez Garfias. Aventura del cuerpo: El pensamiento cinematográfico de Raúl Ruiz, Santiago de Chile, Ocho Libros Editores, 2011. ISBN 9789563350494
- Verónica Cortínez y Manfred Engelbert. La tristeza de los tigres y los misterios de Raúl Ruiz, Santiago de Chile, Cuarto Propio, 2011. ISBN 978-956-260-585-4
- Miguel Marías, Jonathan Rosenbaum, François Margolin y otros, Raúl Ruiz, Madrid, Cátedra, 2012. ISBN 978-84-376-2998-8
- Michael Goddard, The Cinema of Raúl Ruiz: Impossible Cartographies, en inglés; Wallflower Press (Directors' Cuts), 2013. ISBN 978-0-231-16731-4
- Benoît Peeters y Guy Scarpetta. Raoul Ruiz, le magicien, en francès; Bruselas, Les Impressions nouvelles (Réflexions faites), 2015. ISBN 978-2874493041
- Fernando Pérez Villalón. La imagen inquieta. Juan Downey y Raúl Ruiz en contrapunto; Catálogo, 2016. ISBN 9789569720055
- Consejo Nacional de la Cultura y las Artes (CNCA). Un viaje al cine de Raúl Ruiz: Cuaderno Pedagógico; Santiago de Chile, Gobierno de Chile, 2016. ISBN 978-956-352-165-8
- Ignacio Latorre y Yerko Corovic. Raúl Ruiz: Recobrando el tiempo, Santiago de Chile, Cuarto Propio, 2017. ISBN 978-956-260-863-3
- Mónica Villarroel (ed.). De Ruiz a la utopía contemporánea del cine chileno y latinoamericano, LOM Ediciones, 2017.
- Andreea Marinescu y Ignacio López-Vicuña (eds.). Raúl Ruiz's Cinema of Inquiry, en inglés; Wayne State University Press, 2017. ISBN 9780814341063
- Verónica Cortínez (ed.). Fértil provincia y señalada: Raúl Ruiz y el campo del cine chileno, Cuarto Propio, 2018.
- Valeria de los Ríos. Metamorfosis. Aproximaciones al cine y la poética de Raúl Ruiz, Metales Pesados, 2019.
- Sergio Navarro Mayorga. La naturaleza ama ocultarse: El cine chileno de Raúl Ruiz (1962-1975), Metales Pesados, 2019.
- Yenny Cáceres. Los años chilenos de Raúl Ruiz, Catalonia, 2019. ISBN 9789563247350

## Premis i distincions
| Any  | Competició                                               | Categoria                                                                             | Obra                                            | Resultsy  |
| ---- | -------------------------------------------------------- | ------------------------------------------------------------------------------------- | ----------------------------------------------- | --------- |
| 2018 | Festival Internacional de Cinema de Cartagena de Indias  | India Catalina d'Or - Millor pel·lícula                                               | La telenovel·la errante (amb Valeria Sarmiento) | Nominat   |
| 2018 | Festival Internacional de Cinema UNAM                    | Puma – Competició Internacional                                                       | La telenovel·la errante (amb Valeria Sarmiento) | Nominat   |
| 2018 | Festival Transatlantyk: Lodz                             | Premi a la Distribució Transatlantyk - Nou Cinema                                     | La telenovel·la errante (amb Valeria Sarmiento) | Nominat   |
| 2017 | Festival Internacional de Cinema de Locarno              | Pardo d'Or - Millor pel·lícula                                                        | La telenovel·la errante (amb Valeria Sarmiento) | Nominat   |
| 2017 | Premis Cóndor de Plata de l'ACCA                         | Millor pel·lícula Iberoamericana                                                      | Misterios de Lisboa                             | Nominat   |
| 2013 | Festival de Cinema de Múnic                              | Premi ARRI/OSRAM - Millor pel·lícula internacional                                    | La noche de enfrente                            | Nominat   |
| 2012 | Festival de Canes                                        | Premi C.I.C.A.E.                                                                      | La noche de enfrente                            | Nominat   |
| 2012 | Premis de la International Cinephile Society             | Millor Director                                                                       | Misterios de Lisboa                             | Nominat   |
| 2012 | Premis Internacionales de Cinema Online (INOCA)          | Millor pel·lícula en llengua no anglesa                                               | Misterios de Lisboa                             | Nominat   |
| 2011 | Premis del Cercle de Crítics de Cinema de Nova York      | Premi Especial (pòstum)                                                               | —                                               | Guanyador |
| 2011 | Globos d'Or (Portugal)                                   | Millor pel·lícula (amb Paulo Branco)                                                  | Misterios de Lisboa                             | Guanyador |
| 2011 | Premis CinEuphoria                                       | Top Ten de l'any - Premi del públic                                                   | Misterios de Lisboa                             | Guanyador |
| 2011 | Premis CinEuphoria                                       | Millor pel·lícula - Competència Nacional (amb Paulo Branco)                           | Misterios de Lisboa                             | Guanyador |
| 2011 | Premis CinEuphoria                                       | Millor pel·lícula - Competència Internacional (amb Paulo Branco)                      | Misterios de Lisboa                             | Guanyador |
| 2011 | Premis CinEuphoria                                       | Top Ten de l'any - Competència internacional                                          | Misterios de Lisboa                             | Guanyador |
| 2011 | Festival de Cinema d'Adelaida                            | Premi Internacional de llargmetratge - Millor llargmetratge                           | Misterios de Lisboa                             | Nominat   |
| 2011 | Premi Autores de Portugal                                | Millor pel·lícula                                                                     | Misterios de Lisboa                             | Nominat   |
| 2011 | Premi d'Enquesta de Crítica de IndieWire                 | Millor Director (4t lloc)                                                             | Misterios de Lisboa                             | Nominat   |
| 2011 | Enquesta de cinema de Village Voice                      | Premi VVFP - Millor Director (3r lloc)                                                | Misterios de Lisboa                             | Nominat   |
| 2010 | Festival Internacional de Cinema de Sant Sebastià        | Conquilla de Plata - Millor Director                                                  | Misterios de Lisboa                             | Guanyador |
| 2010 | Festival Internacional de Cinema de Sant Sebastià        | Conquilla d'Or a la millor pel·lícula                                                 | Misterios de Lisboa                             | Nominat   |
| 2010 | Premi Louis Delluc                                       | Millor pel·lícula                                                                     | Misterios de Lisboa                             | Guanyador |
| 2010 | Mostra Internacional de Cinema de São Paulo              | Premi de la Crítica                                                                   | Misterios de Lisboa                             | Guanyador |
| 2010 | Mostra Internacional de Cinema de São Paulo              | Premi Humanitario                                                                     | —                                               | Guanyador |
| 2007 | Festa del Cinema di Roma                                 | Mestre del Cine                                                                       | —                                               | Guanyador |
| 2006 | Festival Internacional de Cinema de Moscou               | Premi de la Federació Russa de Clubs de Cinema – Competició Internacional             | Klimt                                           | Guanyador |
| 2006 | Festival Internacional de Cinema de Moscou               | Sant Jordi d'Or                                                                       | Klimt                                           | Nominat   |
| 2006 | Festival de Cinema de Lima                               | Premi de la Crítica - Primer Premi                                                    | Días de campo                                   | Guanyador |
| 2005 | Festival Internacional de Cinema de Karlovy Vary         | Globus de Cristall                                                                    | Le domaine perdu                                | Nominat   |
| 2004 | Festival Internacional de Cinema de Mont-real            | Gran Premi de lrs Amèriques                                                           | Días de campo                                   | Nominat   |
| 2003 | Festival Internacional de Cinema de Mannheim-Heidelberg  | Mestre del Cinema                                                                     | —                                               | Guanyador |
| 2003 | Festival de Canes                                        | Palma d'Or                                                                            | El día aquel                                    | Nominat   |
| 2003 | Festival Internacional de Cinema de Chicago              | Hugo d'Or                                                                             | El día aquel                                    | Nominat   |
| 2003 | XXV Festival Internacional de Cinema Fantàstic de Sitges | Millor pel·lícula                                                                     | El día aquel                                    | Nominat   |
| 2002 | Festival Internacional de Cinema de Mont-real            | Premi Glauber Rocha                                                                   | Cofralandes, rapsodia chilena                   | Guanyador |
| 2002 | Festival Internacional de Cinema de Mont-real            | Premi FIPRESCI                                                                        | Cofralandes, rapsodia chilena                   | Guanyador |
| 2002 | Festival Internacional de Cinema de Mont-real            | Gran Premi de les Amèriques                                                           | Cofralandes, rapsodia chilena                   | Nominat   |
| 2000 | Festival Internacional de Cinema de Mont-real            | Premi FIPRESCI                                                                        | Combat d'amour en songe                         | Guanyador |
| 2000 | Festival Internacional de Cinema de Mont-real            | Gran Premi de les Amèriques                                                           | Combat d'amour en songe                         | Nominat   |
| 2000 | Mostra Internacional de Cinema de Venècia                | Lleó d'Or                                                                             | La comedia de la inocencia                      | Nominat   |
| 1999 | Festival de Canes                                        | Palma d'Or                                                                            | El tiempo recobrado                             | Nominat   |
| 1999 | Premis ALMA                                              | Director Llatí Destacat de llargmetratge                                              | En brazos de mi asesino                         | Nominat   |
| 1997 | Festival Internacional de Cinema de Berlín               | Os de Plata - Contribució Artística Destacada                                         | Genealogías de un crimen                        | Guanyador |
| 1997 | Festival Internacional de Cinema de Berlín               | Os d'Or - Millor pel·lícula                                                           | Genealogías de un crimen                        | Nominat   |
| 1996 | Mostra Internacional de Cinema de São Paulo              | Premi de la Crítica                                                                   | Tres vidas y una sola muerte                    | Guanyador |
| 1996 | Festival de Canes                                        | Palma d'Or                                                                            | Tres vidas y una sola muerte                    | Nominat   |
| 1993 | Festival internacional de cinema fantástic d'Avoriaz     | Gran Premi                                                                            | L'Œil qui ment                                  | Nominat   |
| 1992 | Festival de Canes                                        | Palma d'Or                                                                            | L'Œil qui ment                                  | Nominat   |
| 1992 | Festival de Cinema de Sitges                             | Millor pel·lícula                                                                     | L'Œil qui ment                                  | Nominat   |
| 1988 | Festival Internacional de Cinema de Berlín               | Premi C.I.C.A.E. - Panorama                                                           | Brise-glace (amb Terirem)                       | Guanyador |
| 1985 | Festival Internacional de Cinema de Rotterdam            | Premi KNF                                                                             | Manoel na Isla Das Maravilhas                   | Guanyador |
| 1983 | Festival de Canes                                        | Palma d'Or                                                                            | Les trois couronnes du matelot                  | Guanyador |
| 1983 | Cahiers du Cinéma                                        | Premi a les 10 Millors pel·lícules - 7è lloc (junto a L'enfant secret y Faux fuyants) | Les trois couronnes du matelot                  | Nominat   |
| 1982 | Cahiers du Cinéma                                        | Premi a les 10 Millors pel·lícules - 9è lloc                                          | Les trois couronnes du matelot                  | Nominat   |
| 1980 | Premis César                                             | Millor curtmetratge - Ficció                                                          | Colloque de chiens                              | Guanyador |
| 1972 | Festival Internacional de Cinema de Mannheim-Heidelberg  | Premi FIPRESCI – Competició Internacional                                             | ¿Qué hacer? (amb Saul Landau i Nina Serrano)    | Guanyador |
| 1969 | Festival Internacional de Cinema de Locarno              | Pardo d'Or - Millor pel·lícula                                                        | Tres tristes tigres                             | Guanyador |